# Тотиги (футбольный клуб)
«Тотиги» (яп. 栃木S.C. Тотиги Эсу Си, англ. Tochigi S.C.) — японский футбольный клуб из города Уцуномия, в настоящий момент выступает во Джей-лиге 3, третьем по силе дивизионе страны.
Клуб был основан в 1953 году, под именем «Тотиги Тичерс», и за него играли исключительно педагоги. В 1994 года клуб получил своё нынешнее название и за команду стали выступать представители разных профессий. В 1999 году «Тотиги» победил в региональной лиге и получил право выступать в Японской футбольной лиге. В 2007 году клуб стал ассоциативным членом профессиональной футбольной Джей-лиги, а в 2009 году дебютировал во втором дивизионе Джей-лиги. Во втором дивизионе Джей-лиги клуб играет по сей день, преимущественно занимая места в средней части турнирной таблицы. Лучшими результатами клуба во втором дивизионе Джей-лиги, являются 10-е места в 2010 и 2011 годах. Домашние матчи команда проводит на стадионе «Тотиги Грин Стэдиум», вмещающем 18 025 зрителей.